# 美國參議院警衛官
合眾國參議院警衛官兼門衛（英文：sergeant at arms and doorkeeper of the United States Senate。最初在1789年4月7日至1798年4月7日期間被稱為參議院門衛（英文：doorkeeper of the Senate））是美國參議院的禮賓官兼執行官，和院中最高階的聯邦執法官。參議院警衛官辦公室的全職工作人員目前不足1,000 名。

## 職責
參議院警衛官的職責之一，是在沒人使用到時拿好院中的法槌。警衛可承參議院之命強制缺席的參議員出席。
參議院警衛官任職於美國國會警察局，由國會大廈建築師和眾議院警衛官協助，負責該大樓周遭的安全。
警衛官可承參議院之命逮捕並拘留任何違反參議院規則者，或由院方認定為藐視國會的人。
警衛官作為參議院的執行官，提供參議員們在計算機等設備上的維修與安全服務。與眾議院警衛官手執禮儀權杖維持秩序不同的是，參議院警衛官維持秩序時，手上拿的是參議院內的法槌。

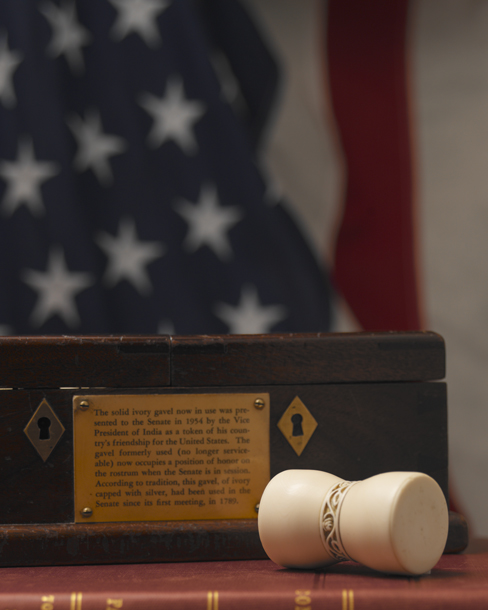
1954年的象牙製參議院法槌，外帶禮儀性用途的桃花心木盒

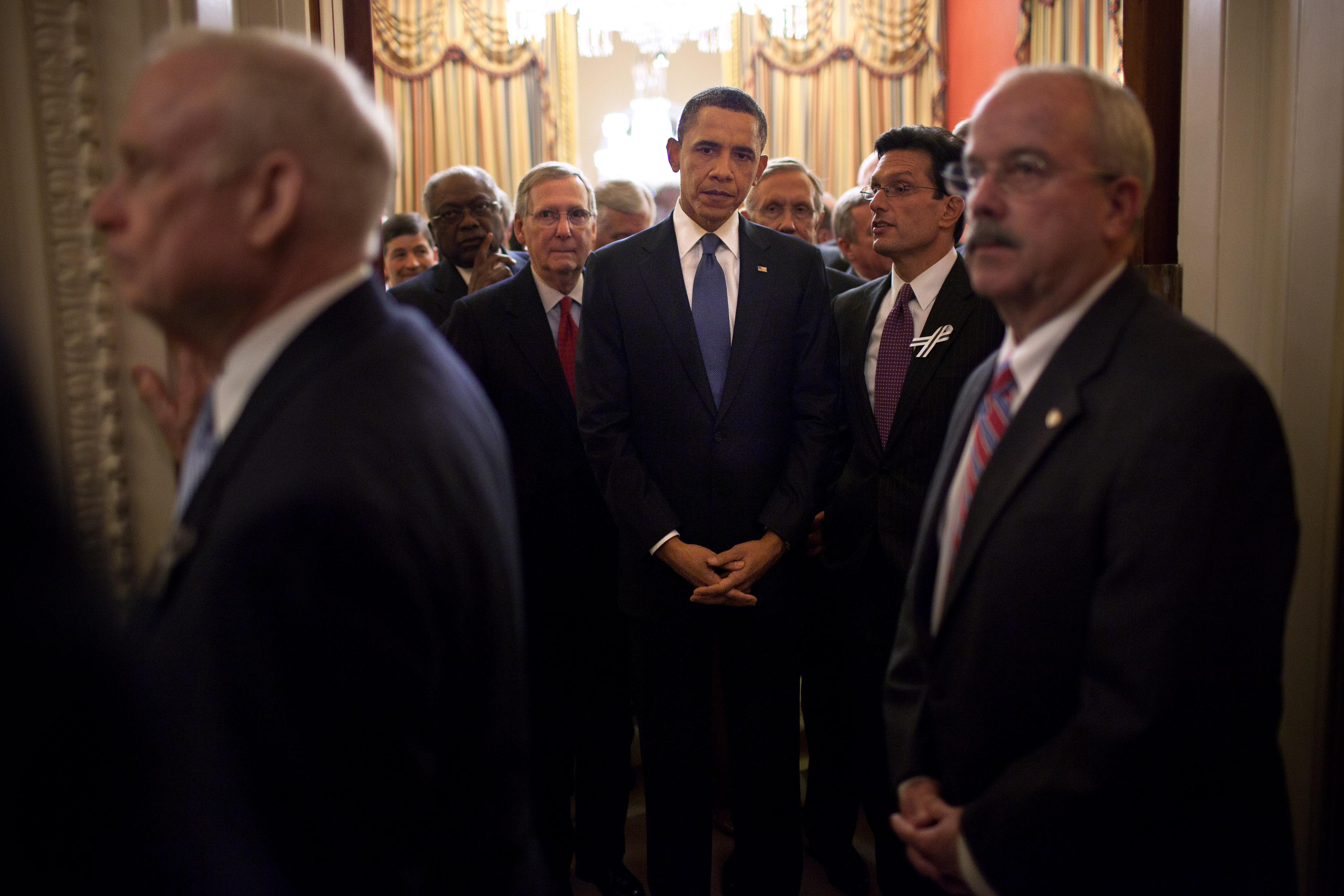
時任警衛官Terrance Gainer（右）護送歐巴馬總統發表2011年國情咨文

## 員工和組織
在全院每年預算約2億美元所聘雇的約4,300名的工作人員中，參議院警衛官辦公室工作人員佔800到900名。警衛官轄下高級官員包括一名副手，一名幕僚長，負責情報和保護工作的助理警衛官們，首席資訊官，一名營運長，國會大廈運作人員們，法律總顧問，兩名議員聯絡官，及一名財務官。

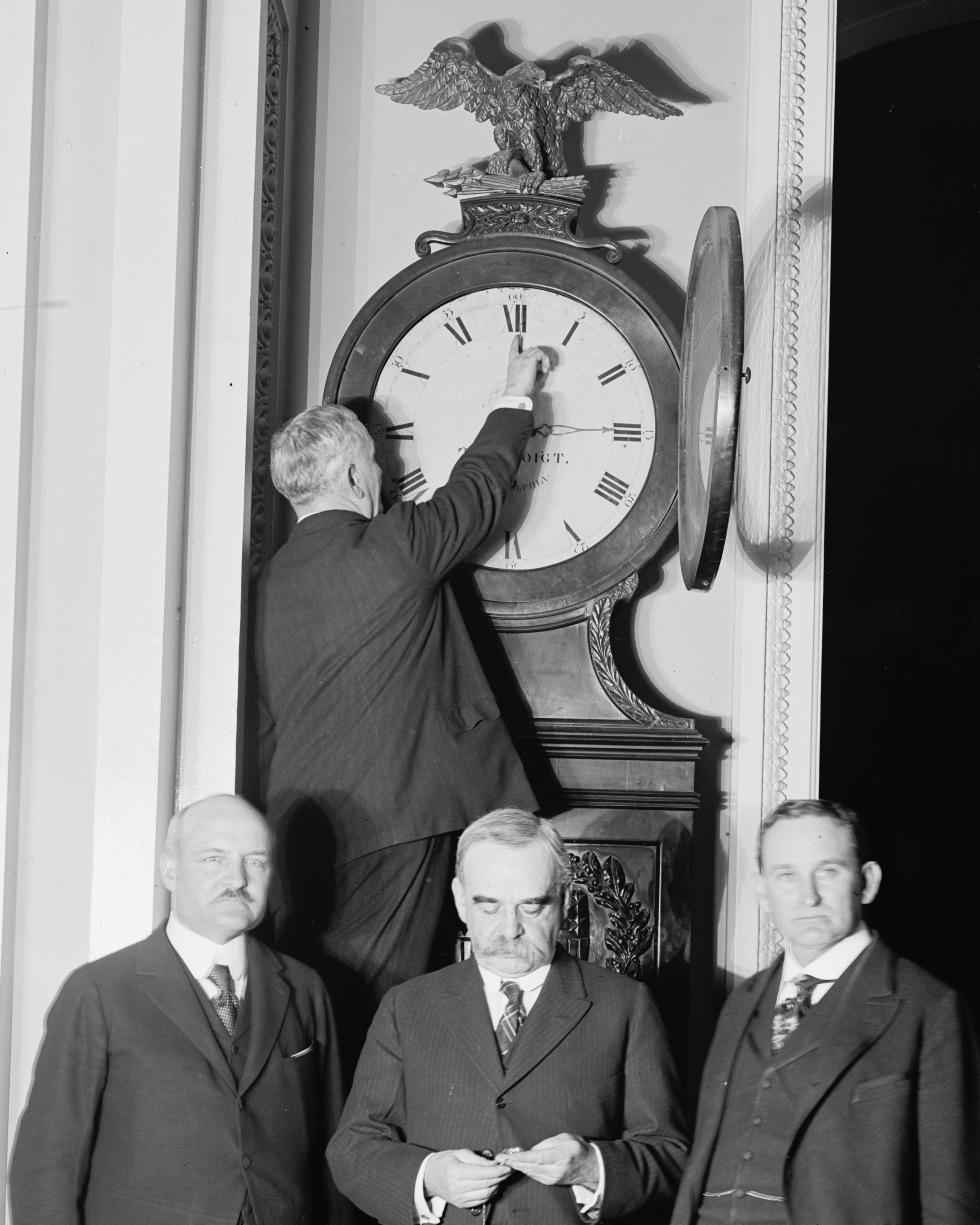
1918年3月31日，參議院時任警衛官Charles Higgins調快俄亥俄州時鐘一個小時以應首次的美國夏令時

警衛官的主要辦公室位於華盛頓特區的郵局廣場大廈。樓內有核心計算機，由工作人員以網際網路及內部網路來連接國會大廈內各州參議員的辦公室至其各自所在的州。

## 歷史
門衛辦公室成立於第1屆美國國會會期中的1789年4月7日，以解決參議院無法約束大多數參議員在國會大廈待得夠長以滿足議事法定人數的問題。參議院於1789年3月4日首次召開會議，但直到同年4月6日才首次湊足法定人數，即任命首任門衛James C. Mathers的前一天。由於參議院在一開始的六年間是由個人召集議事，因此要由門衛負責一一找人。在轉為公共議事後，門衛開始負責議事廳及廊道的安全。
1798年，在Mathers獲授權強制前參議員William Blount返回家鄉費城面對彈劾審判後，門衛被加銜為警衛官。不久之後，警衛官被額外賦權，可強制缺席的參議員到場開會，這通常被用來召集議員們以結束院內的冗長辯論。
1829年，在甄選出第一批的青年助理後，警衛官也開始督導參議院青年助理。1854年，參議院有了首任的郵政局長和首個郵局，最初並不受警衛官管轄。
1867年，警衛官被賦權制定法規，以維護、保衛、和監管國會大廈，及參議院議場。警衛官的職權也擴大到包括兼責參議院的馬車長並看守院中的馬廄。1913年，當參議院購置首輛汽車以供議長（即副總統）使用後，警衛官還兼管國會大廈周圍所有汽車的租賃、維護、交通管制、和停放。
1897年，James D. Preston成為參議院警衛官轄下的新聞走廊門衛。他開始幫著記者收集法案、集中散碎資訊、並安排採訪參議員。最終Preston被任命為參議院新聞走廊的首任主事者。隨著1930年代和1940年代的媒體出現了新的形式，該主事的職責也跟著擴大。
Martha S. Pope是國會兩院中的首位女性警衛官，由第102屆美國國會和第103屆美國國會參議院選舉任命。
2021年1月7日，參議院民主黨領袖查克·舒默宣佈，在他被任命為參議院多數黨領袖之後，要是時任警衛官Michael C. Stenger還未被解僱或自行去職，他也會把人請走。這是在國會大廈遭到川普總統支持者暴力襲擊後次日宣佈的。該場襲擊至少導致5人死亡，建物各處受損，損失逾200萬美元。即將離任的參議院多數黨領袖米奇·麥康諾同日也要求Stenger自請辭職，收下申請函後即刻生效。副警衛官Jennifer Hemingway由麥康諾宣佈代理警衛官。2021年1月20日，Eugene Goodman於賀錦麗就職前被宣佈代理美國參議院副警衛官。

## 參議院警衛官列表
| 任次 | 肖像 | 警衛官                    | 出身       | 任期                             | 國會屆次      |
| ---- | ---- | ------------------------- | ---------- | -------------------------------- | ------------- |
| 1    |      | James Mathers             | 紐約州     | 1789年4月7日至 1811年9月2日      | 首屆 – 12屆   |
| 2    |      | Mountjoy Bayly            | 馬里蘭     | 1811年11月6日至 1833年12月9日    | 12屆 – 23屆   |
| 3    |      | John Shackford            | 新罕布夏   | 1833年12月9日至 1837年8月16日    | 23屆 – 25屆   |
| 4    |      | Stephen Haight            | 紐約州     | 1837年9月4日至 1841年1月12日     | 25屆 – 26屆   |
| 5    |      | Edward Dyer               | 馬里蘭     | 1841年3月8日至 1845年9月16日     | 27屆 – 29屆   |
| 6    |      | Robert Beale              | 維吉尼亞   | 1845年12月9日至 1853年3月17日    | 29屆 – 33屆   |
| 7    |      | Dunning R. McNair         | 賓夕法尼亞 | 1853年3月17日至 1861年7月6日     | 33屆 – 37屆   |
| 8    |      | George T. Brown           | 伊利諾     | 1861年7月6日至 1869年3月22日     | 37屆 – 41屆   |
| 9    |      | John R. French            | 新罕布夏   | 1869年3月22日至 1879年3月24日    | 41屆 – 46屆   |
| 10   |      | Richard J. Bright         | 印第安那   | 1879年3月24日至 1883年12月18日   | 46屆 – 48屆   |
| 11   |      | William P. Canaday        | 北卡羅來納 | 1883年12月18日至 1890年6月30日   | 48屆 – 51屆   |
| 12   |      | Edward K. Valentine       | 內布拉斯加 | 1890年6月30日至 1893年8月7日     | 51屆 – 53屆   |
| 13   |      | Richard J. Bright         | 印第安那   | 1893年8月8日至 1900年2月1日      | 53屆 – 56屆   |
| 14   |      | Daniel M. Ransdell        | 印第安那   | 1900年2月1日至 1912年8月26日     | 56屆 – 62屆   |
| 15   |      | E. Livingston Cornelius   | 馬里蘭     | 1912年12月10日至 1913年3月4日    | 62屆          |
| 16   |      | Charles P. Higgins        | 密蘇里     | 1913年3月13日至 1919年3月3日     | 63屆 – 65屆   |
| 17   |      | David S. Barry            | 羅得島     | 1919年5月19日至 1933年2月7日     | 66屆 – 72屆   |
| 18   |      | Chesley W. Jurney         | 德克薩斯   | 1933年3月9日至 1943年1月31日     | 73屆 – 78屆   |
| 19   |      | Wall Doxey                | 密西西比   | 1943年2月1日至 1947年1月3日      | 78屆 – 79屆   |
| 20   |      | Edward F. McGinnis        | 伊利諾伊   | 1947年1月4日至 1949年1月2日      | 80屆          |
| 21   |      | Joseph C. Duke            | 亞利桑那   | 1949年1月3日至 1953年1月2日      | 81屆 – 82屆   |
| 22   |      | Forest A. Harness         | 印第安那   | 1953年1月3日至 1955年1月4日      | 83屆 – 84屆   |
| 23   |      | Joseph C. Duke            | 亞利桑那   | 1955年1月5日至 1965年12月30日    | 84屆 – 89屆   |
| 24   |      | Robert G. Dunphy          | 羅得島     | 1966年1月14日至 1972年6月30日    | 89屆 – 92屆   |
| 25   |      | William H. Wannall        | 馬里蘭     | 1972年7月1日至 1975年12月17日    | 92屆 – 94屆   |
| 26   |      | Frank "Nordy" Hoffman     | 印第安那   | 1975年12月18日至 1981年1月4日    | 94屆 – 97屆   |
| 27   |      | Howard Liebengood         | 維吉尼亞   | 1981年1月5日至 1983年9月12日     | 97屆 – 98屆   |
| 28   |      | Larry E. Smith            | 維吉尼亞   | 1983年9月13日至 1985年6月2日     | 98屆 – 99屆   |
| 29   |      | Ernest E. Garcia          | 堪薩斯     | 1985年6月3日至 1987年1月5日      | 99屆 – 100屆  |
| 30   |      | Henry K. Giugni           | 夏威夷     | 1987年1月6日至 1990年12月31日    | 100屆 – 101屆 |
| 31   |      | Martha S. Pope            | 康乃狄克   | 1991年1月3日至 1994年4月14日     | 102屆 – 103屆 |
| 32   |      | Robert Laurent Benoit     | 緬因       | 1994年4月15日至 1995年1月3日     | 103屆         |
| 33   |      | Howard O. Greene Jr.      | 德拉瓦     | 1995年1月4日至 1996年9月6日      | 104屆         |
| 34   |      | Gregory S. Casey          | 愛達荷     | 1996年9月6日至 1998年11月9日     | 104屆 – 105屆 |
| 35   |      | James W. Ziglar           | 密西西比   | 1998年11月9日至 2001年8月2日     | 105屆 – 107屆 |
| 36   |      | Alfonso E. Lenhardt       | 紐約州     | 2001年9月4日至 2003年3月16日     | 107屆 – 108屆 |
| 37   |      | William H. Pickle         | 科羅拉多   | 2003年3月17日至 2007年1月4日     | 108屆 – 110屆 |
| 38   |      | Terrance W. Gainer        | 伊利諾     | 2007年1月4日至 2014年5月2日      | 110屆 – 113屆 |
| 39   |      | Andrew B. Willison        | 俄亥俄     | 2014年5月5日至 2015年1月6日      | 113屆 – 114屆 |
| 40   |      | Frank J. Larkin           | 馬里蘭     | 2015年1月6日至 2018年4月16日     | 114屆 – 115屆 |
| 41   |      | Michael C. Stenger        | 紐澤西     | 2018年4月16日至 2021年1月7日     | 115屆 – 117屆 |
| –    |      | Jennifer Hemingway (代理) | 華盛頓特區 | 2021年1月7日至 2021年3月22日(代) | 117屆         |
| 42   |      | Karen Gibson              | 蒙大拿     | 2021年3月22日至 2025年1月3日     | 117屆 – 118屆 |
| 43   |      | Jennifer Hemingway        | 華盛頓特區 | 2025年1月3日 迄今                | 119屆 - 迄今  |

## 參議院副警衛官列表
| 任次 | 肖像 | 副警衛官              | 出身 | 任期                            | 國會屆次             |
| ---- | ---- | --------------------- | ---- | ------------------------------- | -------------------- |
| –    |      | James Morhard         |      | 2015至2018                      | 114屆 – 115屆        |
| –    |      | Jennifer Hemingway    |      | 2018年至2021年1月7日            | 115屆 – 117屆        |
| –    |      | Eugene Goodman (代理) |      | 2021年1月20日至2021年3月2日(代) | 117屆                |
| –    |      | Kelly Fado            |      | 2021年3月22日迄今               | 117屆 – 118屆 - 迄今 |

## 外部連結
- 官方网站